# Peugeot 908 HDi FAP
El Peugeot 908 HDi FAP es un sport prototipo biplaza de monocasco cerrado de homologación LMP1 desarrollado por el fabricante francés Peugeot como sucesor del Peugeot 905 de 1993 para el regreso de la marca a las carreras de resistencia y competir directamente contra Audi por la victoria en Le Mans, consiguiendo dicho objetivo en el año 2009.

## Historia
Después de la victoria en Le Mans en 1993 con el 905 evo1 Ter, Peugeot se concentró en la F1 suministrando motores, y de las victorias en los rallies, Peugeot lanzó el proyecto de un nuevo prototipo, el 908 HDi FAP.Introducido en 2007 decidido a crear un prototipo cerrado, con las regulaciones para homologar a un prototipo cerrado es el uso del aire acondicionado ubicada en la parte trasera del vehículo. Ganando en 2009 en Le Mans marcó un exitoso regreso de Peugeot tras 13 años de ausencia con una variante de 908 HDi FAP.

## Participaciones

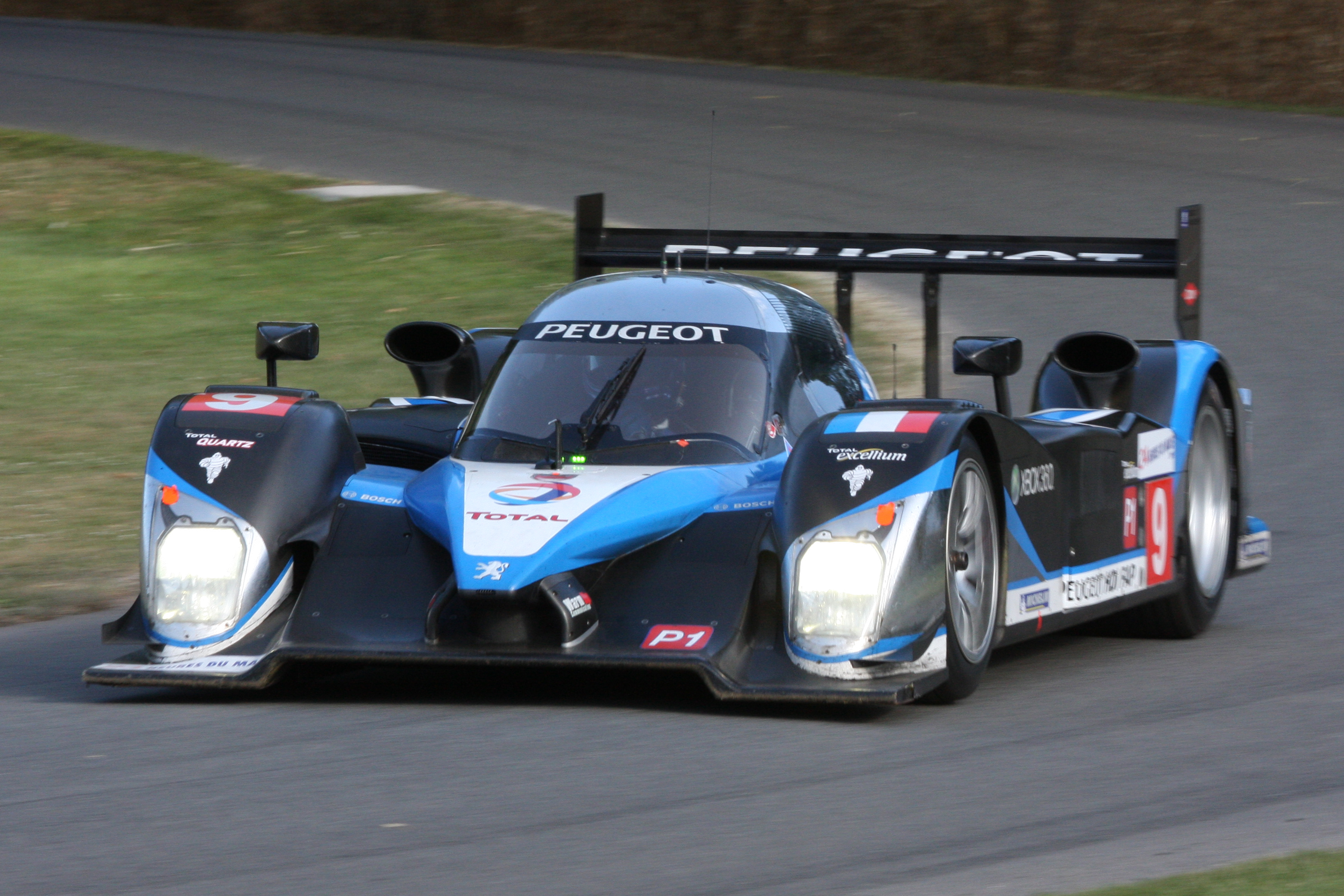
En el Festival de la Velocidad de Godwood de 2009

Participó en las 24 Horas de Le Mans de 2007, 2008, 2009 y 2010, resultando segundo en 2008 y 2010 y ganador en 2009; en las 12 Horas de Sebring, la cual ganó en 2010 y 2011; y la Petit Le Mans, donde venció en 2009 y 2010. Asimismo, conquistó el título de equipos de la temporada 2007 de la Le Mans Series al ganar todas las carreras, y en 2008 ganó cuatro de las cinco carreras, pese a lo cual perdió el título a manos de Audi. En 2010, el 908 HDi FAP llevó a Peugeot a ganar los títulos de equipos y marcas de la Copa Intercontinental Le Mans, a la vez que Oreca fue campeón de la Le Mans Series como equipo semioficial.

## Motorización

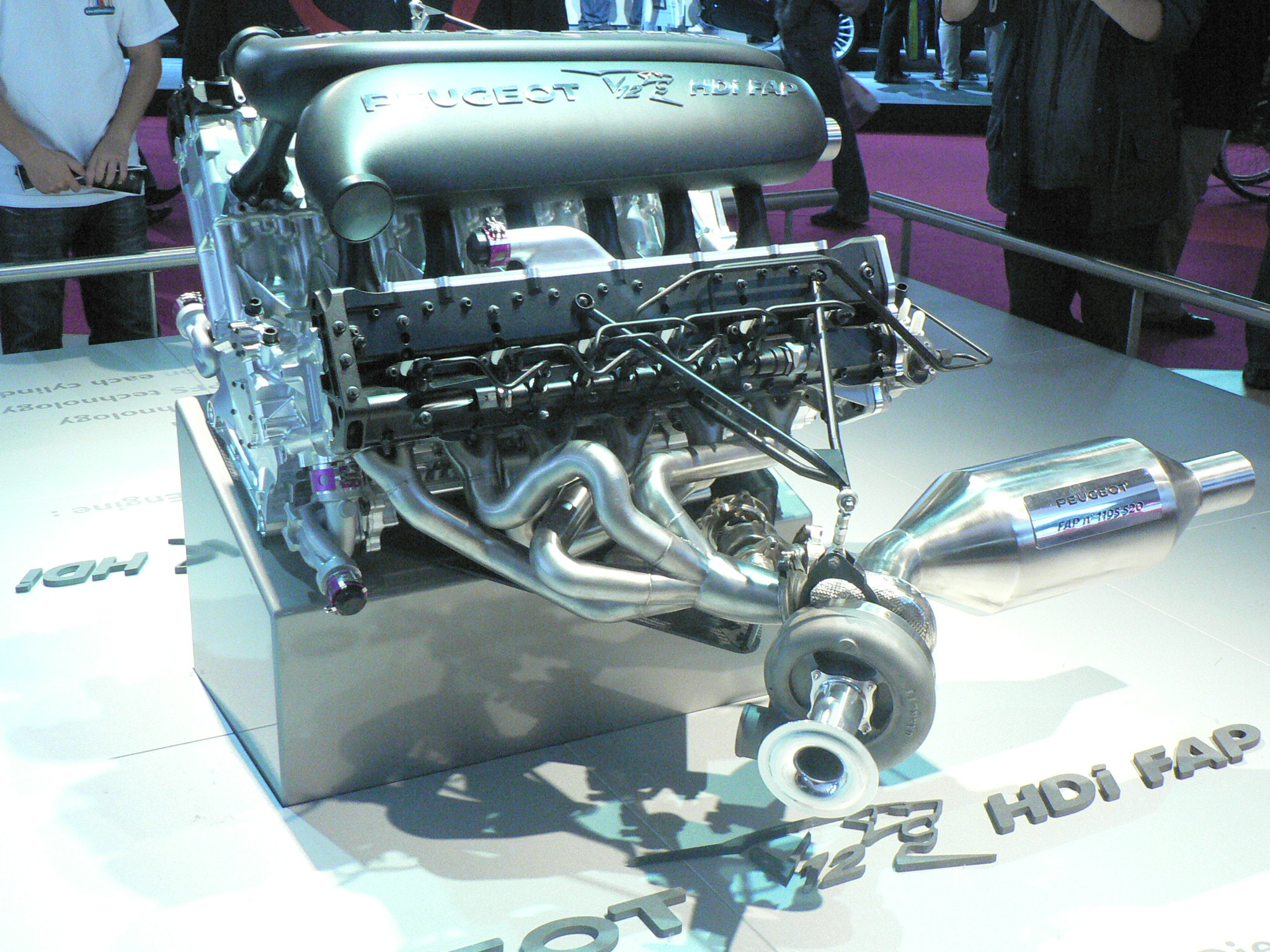
V12 HDi

El 908 HDi FAP era impulsado por un motor diésel V12 a 100° de ángulo de bancada, 2 turbos gemelos Garrett y de 5,5 litros de cilindrada, posee inyección directa common rail y 2 filtros de partículas en cada escape, producía 1500 cv y 1200nm de torque. una opción de motor cumpliendo con el reglamente de la época (2007) y una configuración similar a su principal rival también diésel, el Audi R10 TDI.
Su caja de cambios está fabricada por Peugeot Sport (subsidiaria de la empresa francesa y encargada del desarrollo en vehículos de competición para cualquier especialidad así como también vehículos deportivos de ediciones limitadas) y es electroneumática con 6 velocidades. Tiene un chasis monocasco de fibra de carbono, un depósito de combustible de 81 litros, y un peso de 930 kg.

## Sucesor

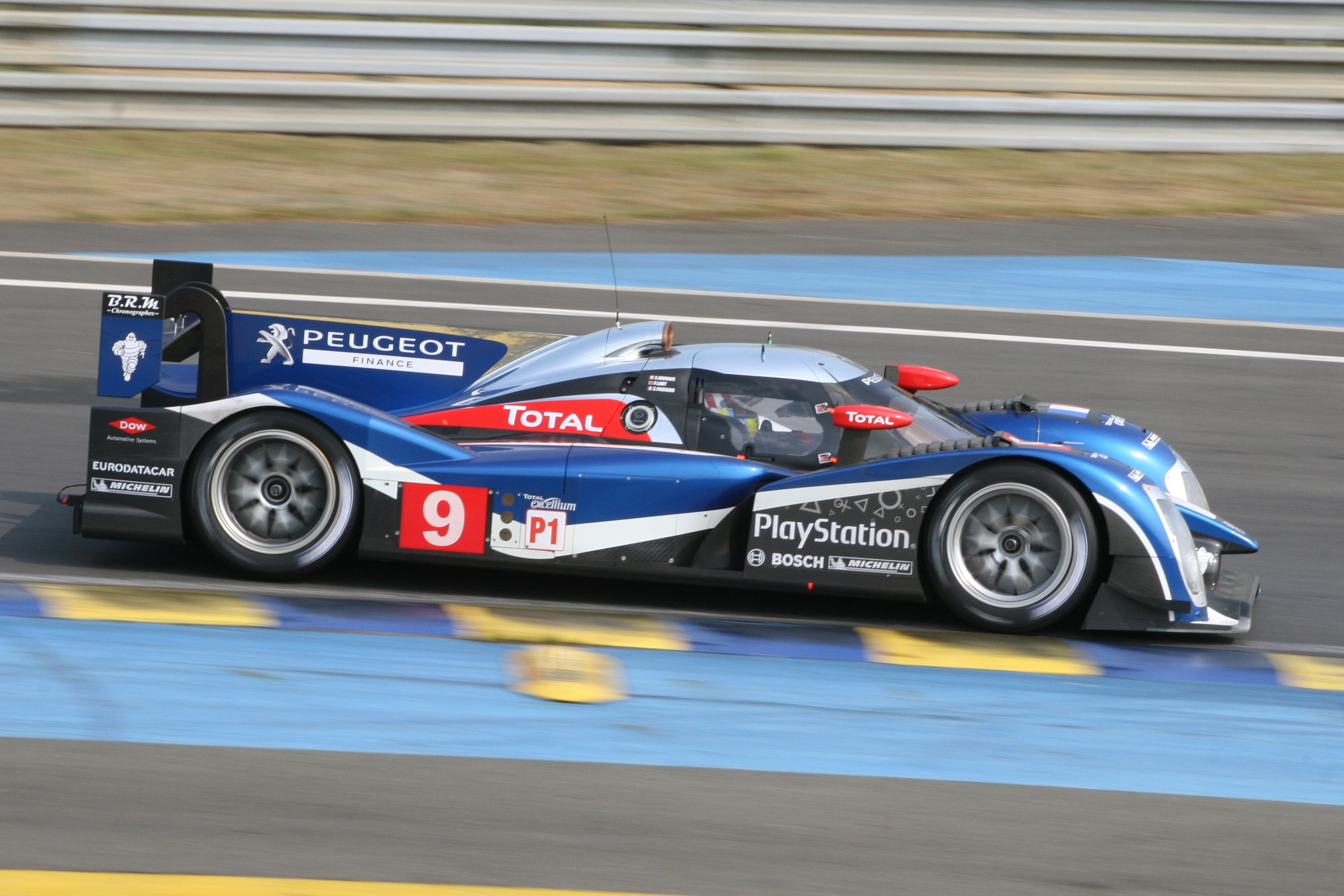
908 1300ccm en Le Mans de 2011

El sucesor del Peugeot 908 HDi FAP es modificado producto de las nuevas regulaciones para motores diésel en Le Mans, pasa de un bloque V12 a un V16 de 90° y 3,7 litros más 2 turbocompresores, produciendo 1500 cv rivalizando con el Audi R18 TDI.
Peugeot presentó tres 908 en la edición 79 de las 24 Horas de Le Mans, donde los 908 HDi FAP terminaron primero.
respectivamente a 13 segundos del Audi R18 TDI.
La última versión producida del 908 fue el 908 Hybrid4 en 2012, pensada para el reglamento del recién naciente WEC, mantenía el mismo V8 diésel pero añadía un sistema híbrido de 80hp, pero debido a problemas económicos del grupo Peugeot, el prototipo híbrido no compitió nunca de manera oficial.